# Nyctiophylax chiangmaiensis
Nyctiophylax chiangmaiensis is een schietmot uit de
familie Polycentropodidae. De soort komt voor in het Oriëntaals gebied.